# 迪尔达尔纳加尔法泰赫普尔巴扎尔
迪尔达尔纳加尔法泰赫普尔巴扎尔（Dildarnagar Fatehpur Bazar），是印度北方邦Ghazipur县的一个城镇。总人口11409（2001年）。

## 人口
该地2001年总人口11409人，其中男性5910人，女性5499人；0—6岁人口1817人，其中男965人，女852人；识字率70.09%，其中男性为76.57%，女性为63.12%。